# البریت
البریت (به اسپانیایی: Alberite) یک شهرستان در اسپانیا است که در لاریوخا واقع شده‌است.

## خصوصیات
البریت ۲٬۶۶۸ نفر جمعیت دارد و ۴۵۲ متر بالاتر از سطح دریا واقع شده‌است.